# قلم النجار (رواية)
قلم النجار ( O lapis do carpinteiro باللغة الجاليكية ) هي رواية من تأليف مانويل ريفاس. ترجمهل للعربية المترجم الفلسطيني صالح علماني وصدرت الطبعة الاولى عن دار نينوى سنى 2001, تدور القصة حول زوجين شابين، دانييل دا باركا وماريسا مالو، تتدمر سعادتهم عندما تقع غاليسيا تحت حكم الدكتاتورية الفلانجية. يستخدم قلم النجار كرمز للذاكرة والمقاومة والفن.

## نبذة
تنتمي الرواية إلى أدب ما بعد الحرب الأهلية الإسبانية، حيث تضيء على المآسي والآمال في واحدة من أحلك فترات إسبانيا الحديثة. تدور أحداثها حول شخصيتين محوريتين: الطبيب الجمهوري الثائر "داباركا"، والحارس "هيربال" الذي يتبعه من معتقل إلى آخر، في سردية تقوم على التوازي بين القمع والمقاومة، وبين الوحشية والإنسانية.

## الشخصيات
- الدكتور دانييل دا باركا هو ناشط يساري سياسي يطالب بحق المرأة في التصويت في غاليسيا. وهذا يحضر تجمعات ويلقي الخطب، ترافقه صديقته المخلصة ماريسا مالو. دون علم دا باركا، كان تحت مراقبة هيربال، تم القبض على دا باركا بسبب أفكاره اليسارية في سانتياغو دي كومبوستيلا
- ماليسيا: وكانت ماريسا قد زارت دانيال في السجن من قبل وأمرها أن تنساه وتمضي قدماً في حياتها. هيربال أحد عملاء الحرس المدني. عندما استولى الفالانكسيون على السلطة في البلاد
- والد ماريسا يحاول تزويجها دون بينيتو تزويجها من أليخاندرو،
- أليخاندرو ملازم في جيش الفالانكس. تخبر ماريسا ابنة عمها لورا أنها لا تستطيع أن تنسى دا باركا وتصمم على إخراج الطبيب المحكوم عليه من السجن.
- زالو بوغ مدير السجن القاسي والسادي، وهو من رتبة عالية في الفالانكسيست. زالو متزوج من أخت هيربال، بياتريس. يكن زالو كراهية شديدة وحارقة لجميع لاعبي الجناح الأيسر، وخاصة دا برشلونعندما يتم تعذيب السجين جونزالو رينكون وقتله على يد زالو ومعاونيه من الفالانكستس، يسقط قلمه، والذي يلتقطه هيربال. الحرس المدني يحتفظ بالقلم لنفسه

## الأسلوب
تُجسد الرواية فضاءً سرديًا غنيًا بالحوار الداخلي، وتستخدم قلم نجار كرمز للذاكرة والمقاومة والفن. تسلط الرواية الضوء على التداخل بين الفن والسياسة من خلال شخصية الرسام الذي يُقتل لأنه "يرسم الأفكار". كما تنفتح على قضايا كبرى كالصراع الطبقي، والنسوية، والحرية، والتعذيب، وتلعب ثنائية "الحياة والموت" دورًا تأويليًا هامًا في البناء الرمزي للنص. اعتمد ريفاس على أسلوب سردي شاعري، قريب من الواقعية السحرية، لكنه مضبوط بحيث لا يغرق في الزخرف، مما يمنح الرواية طابعًا تأمليًا وإنسانيًا. تختم الرواية بمشهد رمزي يُسلَّم فيه "قلم النجار" إلى امرأة جديدة، في إشارة إلى انتقال الحلم والمقاومة عبر الأجيال، ولانتصار الحياة على القسوة والموت.

## الفيلم
تم تحويل الكتاب إلى فيلم من بطولة لويس توسار وتريستان أولوا . يعتمد جزء من القصة على حياة رسام الكاريكاتير كاميلو دياز بالينو .[بحاجة لمصدر]